# Бьяджини, Леонардо
Леона́рдо Бьяджи́ни (итал. Leonardo Biagini) — аргентинский футболист, играл на позиции нападающего. В 18 лет Бьяджини переехал в Испанию, где провел большую часть своей карьеры — там он сменил 6 испанских клубов. За них, в общей сложности, Леонардо Бьяджини отыграл 244 матча и забил 43 гола.

## Футбольная карьера
Бьяджини родился в небольшом аргентинском городе Арройо-Секо, там в 1993 году (в возрасте 16 лет) он начал свою футбольную карьеру в местном клубе «Ньюэллс Олд Бойз». В 1995 году Леонардо Бьяджини был одним из ключевых игроков сборной Аргентины (до 20 лет) на молодежном чемпионате мира в Катаре.
В 18 лет Бьяджини подписал контракт с клубом Ла Лиги «Атлетико Мадрид». За команду он провёл 50 матчей и забил 4 гола.
В 1997 году аргентинец перешел в футбольный клуб «Мерида», однако там провел всего сезон. Затем Бьяджини оказался в «Мальорке», за которую провел 68 матчей в пяти сезонах чемпионата. В 2003 году он выиграл с клубом Кубок Испании.
Следующие четыре года Бьяджини провел в клубах Второго дивизиона Испании по футболу. Карьеру футболиста он завершил в аргентинском «Арсенале».

## Достижения

### Клуб
«Атлетико Мадрид»
- Чемпионат Испании по футболу: 1995-96
- Кубок Испании по футболу: 1995-96

«Мальорка»
- Кубок Испании по футболу: 2002-03
- Суперкубок Испании по футболу: 1998

«Арсенал» Саранди
- Южноамериканский кубок: 2007

### Сборная
Сборная Аргентины (до 20 лет)
- Чемпионат мира по футболу среди молодёжных команд: 1995

### Индивидуальные
- Чемпионат Южной Америки по футболу среди молодёжных команд (победитель гонки бомбардиров): 1995 (4 гола)